# ترابطية (نظرية تعلم)

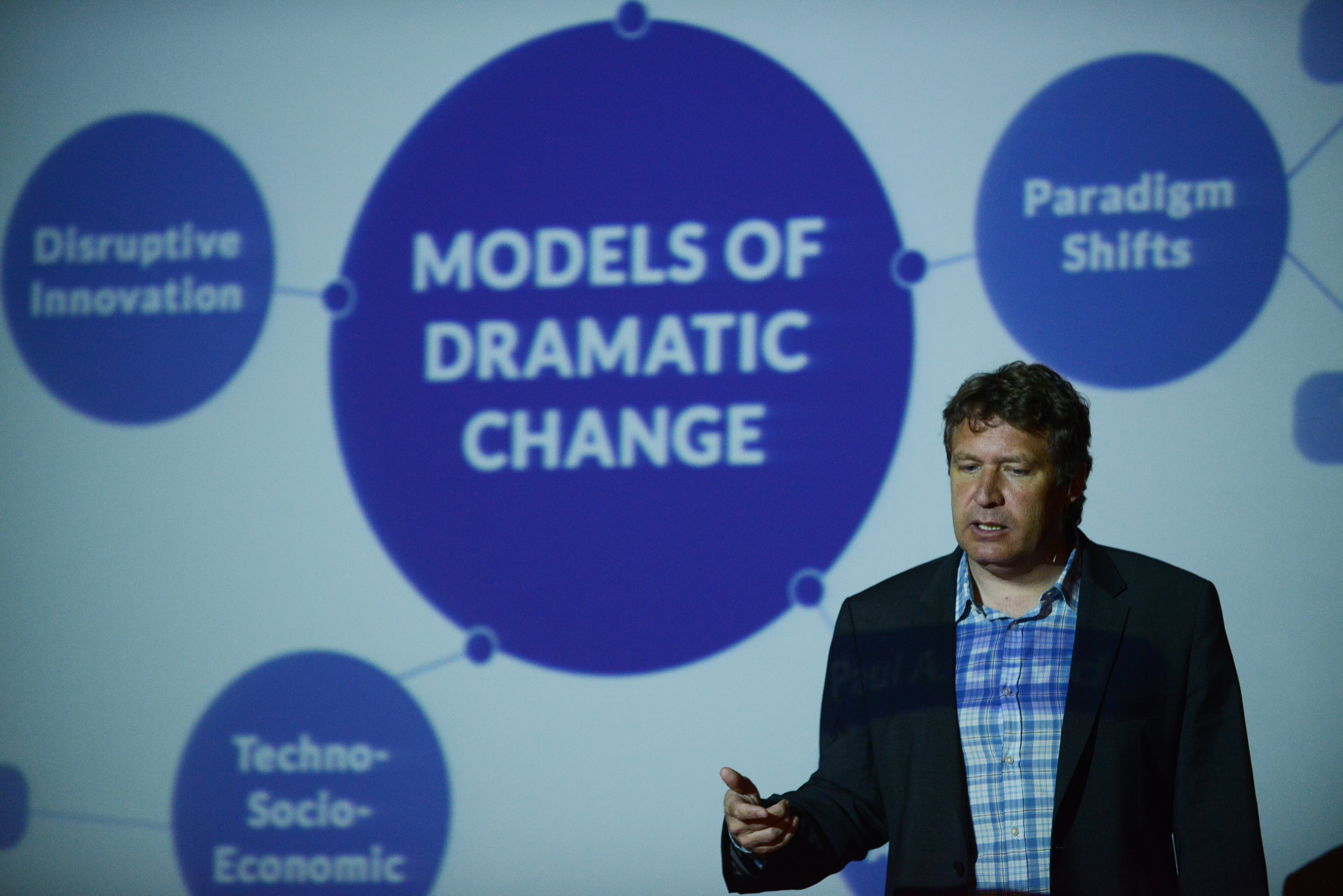

الترابطية هي نظرية تقوم على فرضية أن المعرفة موجودة في العالم وليس في رأس الفرد بشكل مجرد. وبشكل عام، نظرية النشاط والإدراك الموزع هي تخصصات قائمة حول نموذج الترابط، لأنها تعتبر أن المعرفة تتواجد داخل نظم يتم الوصول إليها من خلال أفراد يشاركون في أنشطة ما.
لقد أطلق عليها اسم نظرية التعلم في العصر الرقمي، "بسبب الطريقة التي استخدمت لشرح تأثير التكنولوجيا على معيشة الناس، كيفية تواصلهم وطريقة تعلمهم.

## جوانب النظرية
أحد جوانب الترابطية هو استخدام تشبيه الشبكة ذات عقد ووصلات كممثل أساسي لفكرة التعلم. وفي هذا التشبيه، تعتبر العقدة هي أي شيء تسمح بربطها بعقدة ثانية لتشكل مجمل الشبكة مثل المعلومات والبيانات، والمشاعر والصور. وبالتالي، يكون التعلم هو عملية خلق وصلات بين الربطات وتطوير الشبكة. وتجدر الإشارة أن قوة الوصلات قد تتفاوت فيما بينها. وفي الواقع، فإن العديد من هذه الوصلات قد تكون ضعيفة للغاية. وكان مارش وسيمون أول من أعتبر أن المنظمات هي نظم معرفية موزعة عبر شبكة من الفروع أو العقد. وهذا المفهوم معروف في مجال الإدراك الموزع، حيث تم تطبيقه على مبداء تعلم مناورة الطائرة.
وفيما يلي مقتطف من ورقة سيمنز على الترابطية:
| ترابطية (نظرية تعلم) | الترابطية هو دمج لمباديء بحثت في [نظريات] الفوضى، والشبكات، والتعقيد التنظيم الذاتي. التعلم هو عملية تحدث داخل بيئات غامضة من العناصر الأساسية المتغيرة - وليست كلها بأمرة سيطرة الفرد. لذا، يمكن للتعلم (بتعريفه كمعرفة تطبيقية) أن يتواجود خارج أنفسنا (داخل تنظيم أو قاعدة بيانات) ويتركز عمله على ربط مجموعات من المعلومات المتخصصة، والوصلات التي تزيد معرفتنا هي أكثر أهمية من حالة معرفتنا الآنية. | ترابطية (نظرية تعلم) |

وما يشكل الترابطية هو المفهوم أن القرارات تستند على أسس متغيرة بسرعة. يتم تحصيل المعلومات الجديدة بشكل مستمر. القدرة على التفرقة بين المعلومات المهمة وغير مهمة هو أمر ضروري. ومن القدرات المهمة أيضا هو قدرة ملاحظة المعرفة الجديدة التي تتطلب تغيير المشهد بناء على قرارات اتخذت سابقا.
وبعبارة أخرى، استكمال «معرفة الكيف» و«معرفة ماذا» بـ«معرفة الأين» (أي فهم مكان العثور على المعرفة عند الحاجة إليها)، لذا، تصبح معرفة التعلم الذاتي لا تقل أهمية عن التعلم نفسه.

### مباديء الترابطية
- التعلم والمعرفة تكمن في تنوع الآراء.
- التعلم هو عملية وصل العقد المتخصصة أو مصادر المعلومات.
- يمكن للتعلم أن يحصل في أجهزة غير البشرية.
- القدرة على معرفة المزيد هو أكثر أهمية من ما هو معلوم حاليا
- هناك حاجة إلى رعاية والحفاظ على الوصلات لتسهيل عملية التعلم المستمر.
- القدرة على رؤية الروابط بين الحقول والأفكار والمفاهيم هي مهارة أساسية.
- الآنية (أي المعرفة الأنية والدقيقة) هو القصد من كل أنشطة التعلم الترابطية.
- صنع القرار هو في حد ذاته عملية تعلم. اختيار مادة التعلم ومعنى المعلومات واردة تتم من خلال عدسة واقع متحول. من المقبول لجواب صحيح الآن أن يصبح خطأ غدا بسبب التغيرات في مناخ المعلومات التي تؤثر على القرار.[5]

## أساليب التدريس الترابطي
وكتلخيص للترابطية، قال داونز: التعليم هو تقديم نموذج وتظاهر، أما التعلم فهو الممارسة والتفكر."
في عام 2008، بداء داونز وسيمنز تدرس مساق سمياه «الترابطية والمعارف المترابطة» (Connectivism and Connective Knowledge) والذي علم الترابطية كمضمون للمساق وبنفس الوقت اعتمدا الترابطية كأسلوب تدريس. وكانت الدورة مجانية ومفتوحة أمام أي شخص يرغب في المشاركة ووصل عدد المشاركين إلى أكثر من 2000 شخص من حول العالم. وصيغت عبارة «مساق هائل مفتوح على الإنترنت» (Massive Open Online Course،MOOC) لوصف هذا النموذج من التدريس المفتوح. وما زال يقدم هذا المساق حتى يناير 2012. ويمكن الولوج إلى جميع محتويات المساق من خلال آر إس إس كما يمكن للمتعلمين استعمال أي من أدوات التواصل الاجتماعي على الإنترنت مثل المناقشات المترابطة في موودل، التدوين الالكتروني، الحياة الثانية، والاجتماعات عبر الإنترنت.

## نقد الترابط
يقول دونالد ج. بيرين، المحرر التنفيذي للنشرة الدولية لتكنولوجيا التعليم والتعلم عن بعد، أن الترابطية «تجمع بين عناصر ذات صلة بكثير من نظريات التعلم، والبنى الاجتماعية، والتكنولوجية وتهدف لإيجاد نظرية قوية لبناء التعلم في العصر الرقمي.» إلا أن الترابطية انتقدت مؤخراً من عدة جبهات. وجادل بلون فيرهاخن أن الترابطية ليست نظرية تعلم، بل هي «وجهة نظر تربوية.»  إذ يقول فيرهاجن إنه ينبغي على نظريات التعلم البحث على مستوى التعليم (كيف يتعلم الناس) بينما الترابطية تتعامل على مستوى المناهج (ما تم تعلمه ولماذا تم التعلم). ويوجه بيل كير نقداً آخر للنظرية حيث يعتقد أنه، على الرغم من أن التكنولوجيا تؤثر على بيئات التعلم، فإن النظريات المتوفرة حاليا هي كافية.

و يجادل علي من جامعة أثاباسكا داعما الترابطية بوصفها النظرية المناسبة للتعلم عبر الإنترنت أكثر من أي من النظريات الأخرى مثل الإدراك، والبنائية. هذا الموقف يقوم على فكرة أن العالم قد تغير وأصبح أكثر اعتمادا على الشبكات، ونظريات التعلم التي وجدت قبل هذا التغيير هي أقل أهمية. «ومع ذلك»، يضيف على، «فالمطلوب هو ليس نظرية جديدة قائمة بحد ذاتها للعصر الرقمي، ولكن نموذج يجمع بين النظريات المختلفة للاسترشاد بها في تصميم المواد التعليمية على الإنترنت.» كما ينظر إلى الترابط كفرع من فروع نظرية التعلم البنائي تسمى البنائية الاجتماعية.
وقد كتب جورج سيمنس وستيفن داونز أكثر من اثني عشر منشورا حول الترابطية بوصفها نظرية تعلم ذات صلة بالعصر الرقمي.

## وصلات خارجية
- الترابط: نظرية التعلم للمتعلم اليوم
- عرض ويب (صوتي وعرض الشرائح) حول الترابطية
- الترابطية والمعارف المترابطة، مصادر دعم لدورة ويكي على الإنترنت، بإدارة جورج سيمنز وستيفن داونز نسخة محفوظة 27 فبراير 2010 على موقع واي باك مشين.
- الترابطية: نظرية تعلم أو تسلية للترفيه عن النفس؟
- ما هي الترابطية
- الترجمة الأسبانية «لمعرفة المعرفة»